# Fuad Abdurahmanov
Fuad Abdurahmanov (11. května 1915 Şəki – 15. června 1971 Baku) byl ázerbájdžánský sochař a malíř.
Studoval na Ázerbájdžánské státní umělecké vysoké škole (1929-1932) a poté na Repinově ústavu malířství, sochařství a architektury v Petrohradě (1935-1939). V letech 1942-1948 přednášel na Ázerbájdžánské státní umělecké škole A. Azimzadeha.
Je autorem řady sochařských portrétů, mj. i Uzeira Hadžibekova. K jeho známým sochám patří Střelec (1934), Mladý milenec (1939). Je též autorem památníků v Baku - Fuzuliho, Bábeka, Sameda Vurguna. Také Ibn Síny v Buchaře.
V roce 1947 byl oceněn Státní cenou SSSR, roku 1964 Zlatou medailí Sovětské akademie umění. Roku 1956 byl jmenován Národním umělcem Ázerbájdžánu. Je též dvojnásobným laureátem státní ceny (1947, 1951). Byl členem sovětské akademie umění (1949). V Baku se dnes nachází muzeum věnované jeho dílu.